# Любомир Котев
Любомир Стойнев Котев е български писател, белетрист.

## Биография
Роден е в Ямбол на 1 август 1950 година. Завършва българска филология и след това специализира журналистика. Той е главен редактор е на ямболския всекидневник „Делник“. Автор е на 30 белетристични книги. Пише също така публицистика, пътеписи и есета.